# Лезо безпечної бритви

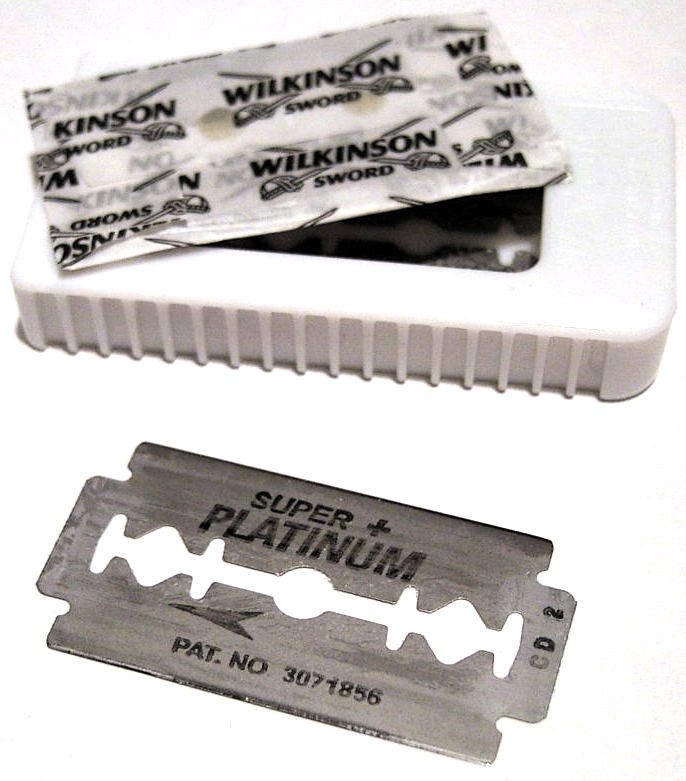
Лезо бритви в паперовому конвертику і пластмасовий картридж

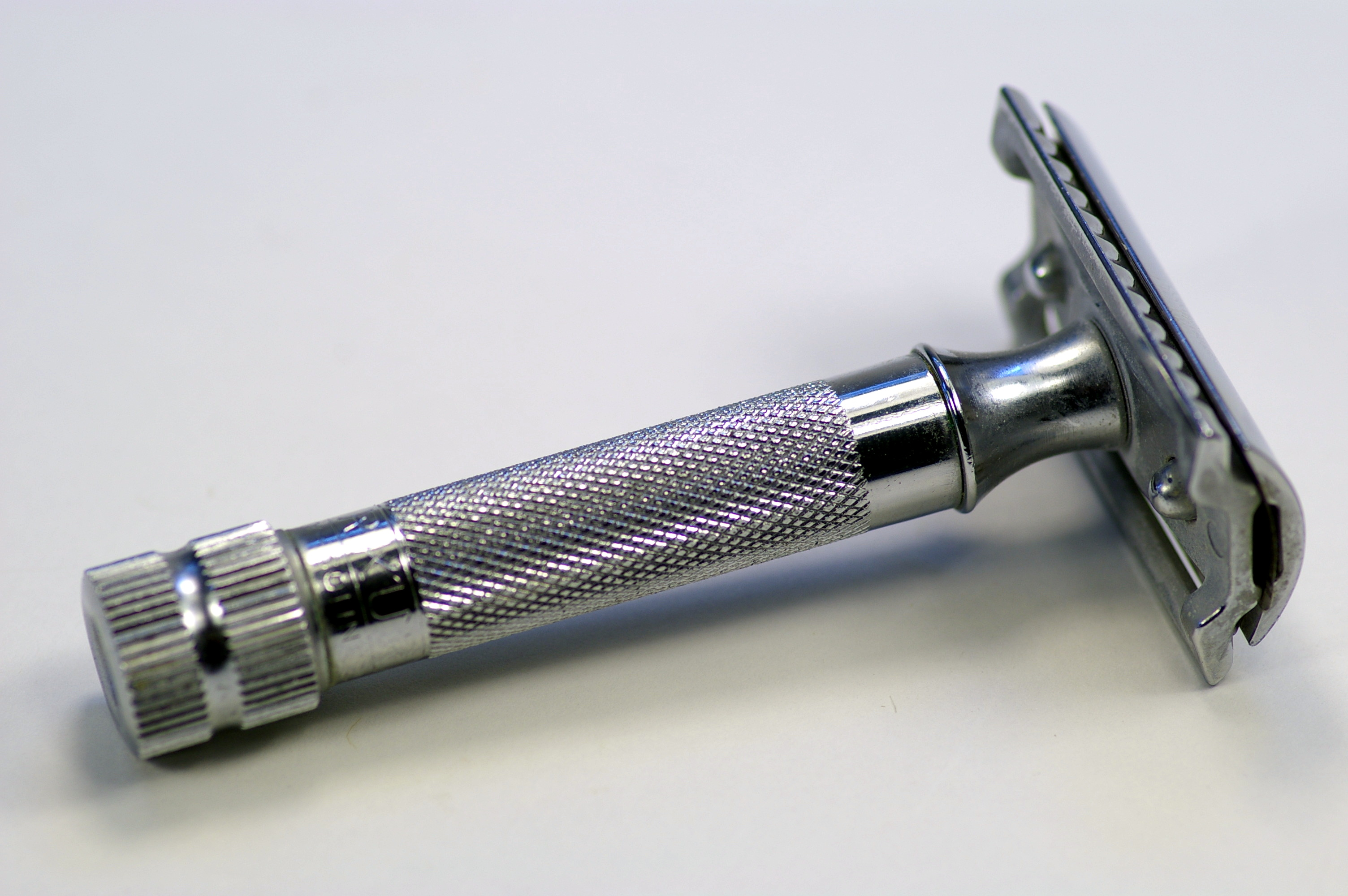
Станок безпечної бритви

Лезо безпечної бритви — плоска сталева пластина з двома гостро загостреними краями і прорізом для вставляння в станок для гоління.
Кожне лезо окремо запаковують у паперові конвертики так, щоб ріжучий край не торкався паперу. В упаковці п'ять або десять конвертиків. Поширена товщина леза — 0.1 мм.

## Історія створення
Кінг Кемп Жиллетт у 1890-х роках винайшов спосіб виготовлення леза для гоління з тонкого сталевого листа. Тому ці леза називали жиле́тками. Перевага леза безпечної бритви перед звичайною бритвою полягала в тому, що тупе лезо можна було швидко замінити новим.
Зго́дом станки з одноразовими лезами витіснили звичайні бритви.

## Виробники лез для гоління
Лідерами на сучасному ринку лез є компанії Gillette, Schick, Wilkinson Sword.
У СРСР випускалися леза марок «Нева», «Балтика», «Спутник», «Восток». Леза «Нева» через низьку якість можна було використовувати тільки для підстругування олівців.
Натомість інші леза для підстругування олівців не годилися.